# Inimigos da HP
Inimigos da HP é uma banda de pagode universitário formada em 2001, cujos integrantes são: Sebá (voz), Alemão (surdo), Tocha (rebolo), Cebola (pandeiro) e Gui (repique). 
A banda nasceu em 1999, quando alguns colegas de faculdade se reuniram para tocar pagode. Com o tempo, a diversão se tornou profissão, e eles acabaram largando suas carreiras e se dedicando à música.
Alguns integrantes possuem formação em engenharia, o que influenciou no nome escolhido para a banda, sendo este uma alusão a marca de calculadoras Hewlett-Packard (HP). Em 2009 o grupo foi indicado ao Grammy Latino na categoria Melhor Álbum de Samba/Pagode pelo álbum Inimigos da HP - Ao Vivo.

## Discografia
Álbuns
- Independente - 2001
- E Quem Não Gosta do Inimigos - 2004
- Ao Vivo - 2006
- Zoodstock- 2008
- Zoodstock Na Estrada ao Vivo - 2009
- Amigos da Balada - 2010
- Simbora com os Inimigos - 2012
- Revivendo Emoções - 2016

DVDs
- E Quem Não Gosta do Inimigos - 2004
- Ao Vivo - 2006
- Zoodstock Na Estrada ao Vivo - 2009
- Amigos da Balada - 2010